# Diogo Branquinho
Diogo Ferraz Branquinho (* 25. Juli 1994 in Coimbra) ist ein portugiesischer Handballspieler.

## Karriere

### Verein
Diogo Branquinho lernte das Handballspielen beim C.D. de São Bernardo, für die er in der Saison 2012/13 bereits in der zweiten portugiesischen Liga auflief. Anschließend wurde er vom Erstligisten Académico Basket Clube verpflichtet. Mit dem Team aus Braga gewann der 1,85 m große linke Außenspieler in der Saison 2014/15 den portugiesischen Pokal sowie in der Saison 2015/16 die portugiesische Meisterschaft, den portugiesischen Supercup und den EHF Challenge Cup. 2017 folgte der zweite nationale Pokaltriumph. Ab Sommer 2017 stand Branquinho beim FC Porto unter Vertrag. Mit dem portugiesischen Rekordmeister wurde er 2019, 2021, 2022 und 2023 Meister, 2019 und 2021 Pokalsieger sowie 2019 und 2021 Supercupsieger. Im EHF-Pokal 2018/19 erreichte man das Final Four, in dem man den dritten Platz belegte. Zudem nahm er mit Porto mehrfach an der EHF Champions League teil. Seit 2024 spielt er für Sporting Lissabon, mit dem er 2025 die Meisterschaft gewann.

### Auswahlmannschaften
Als Student der Universität Minho gewann Branquinho mit der Universitätsmannschaft die nationale Studentenmeisterschaft 2013/14 und 2014/15 sowie die europäische Studentenmeisterschaft 2013/14 und 2014/15. Mit der Studentenauswahl von Gastgeber Portugal gewann er die Handball-Studentenweltmeisterschaft 2014.
Mit der portugiesischen Nationalmannschaft nahm Branquinho an den Europameisterschaften 2020 (6. Platz) und 2022 (19. Platz) sowie der Weltmeisterschaft 2021 (10. Platz) teil. Bei den Olympischen Spielen 2021 in Tokio belegte er mit Portugal den 9. Rang. Bei der Weltmeisterschaft 2025 warf er acht Tore in neun Spielen und erreichte mit dem vierten Platz die beste Platzierung der portugiesischen Mannschaft bei einer WM. Bisher bestritt er 106 Länderspiele, in denen er 219 Tore erzielte.

### Erfolge
mit dem Académico Basket Clube
- 1× Portugiesischer Meister: 2016
- 2× Portugiesischer Pokalsieger: 2015, 2017
- 1× Portugiesischer Supercupsieger: 2015
- 1× EHF-Challenge-Cup-Sieger: 2016

mit dem FC Porto
- 4× Portugiesischer Meister: 2019, 2021, 2022, 2023
- 2× Portugiesischer Pokalsieger: 2019, 2021
- 2× Portugiesischer Supercupsieger: 2019, 2021

mit Sporting Lissabon
- 1× Portugiesischer Meister: 2025
- 1× Portugiesischer Pokalsieger: 2025
- 1× Portugiesischer Supercupsieger: 2024

mit Studentenauswahlmannschaften:
- 2× Portugiesischer Studentenmeister: 2014, 2015
- 2× Studenten-Europameister: 2014, 2015
- 1× Studentenweltmeister: 2014